# Cyperus locuples
Cyperus locuples är en halvgräsart som beskrevs av Charles Baron Clarke. Cyperus locuples ingår i släktet papyrusar, och familjen halvgräs.
Artens utbredningsområde är Nigeria. Inga underarter finns listade i Catalogue of Life.